# 希尔德里茨豪森
希尔德里茨豪森是德国巴登-符腾堡州的一个市镇。总面积12.16平方公里，总人口3593人，其中男性1817人，女性1776人（2011年12月31日），人口密度295人/平方公里。